# Lubomin (Stanisławów)
Pour les articles homonymes, voir Lubomin.
Lubomin (prononciation : [luˈbɔmin]) est un village polonais de la gmina de Stanisławów dans le powiat de Mińsk de la voïvodie de Mazovie dans le centre-est de la Pologne.
Il est situé à environ 4 kilomètres au sud de Stanisławów (siège de la gmina), 8 kilomètres au nord de Mińsk Mazowiecki (siège du powiat) et 38 kilomètres à l'est de Varsovie (capitale de la Pologne).
Le village compte approximativement une population de 70 habitants.

## Histoire
De 1975 à 1998, le village appartenait administrativement à la voïvodie de Siedlce.